# Con otro aire
Con otro aire es el tercer álbum de estudio del grupo malagueño Chambao, lanzado en 2007.

## Listado de canciones
| N.º   | Título                                      | Escritor(es) | Duración |  |
| 1.    | «Papeles mojados»                           | María del Mar Rodríguez Carnero | 3:49     |  |
| 2.    | «Duende del sur»                            | Jacques Joseph, Maurice Victor Baliardo, Rubén Blades, Jahloul "Chico" Bouchikhi, María del Mar Rodríguez Carnero, Andrez Reyes, Nicolás Reyes, Peña Tudela | 4:03     |  |
| 3.    | «Detalles»                                  | María del Mar Rodríguez Carnero | 3:42     |  |
| 4.    | «El canto de la ballena»                    | Roberto Cantero, Toni Cantero Esteban, Coki Giménez, Toni Romero                                                                                            | 4:05     |  |
| 5.    | «Caprichos de colores»                      | María del Mar Rodríguez Carnero | 3:55     |  |
| 6.    | «Voces»                                     | María del Mar Rodríguez Carnero | 3:57     |  |
| 7.    | «Despierta»                                 | María del Mar Rodríguez Carnero | 3:33     |  |
| 8.    | «Será»                                      | María del Mar Rodríguez Carnero | 3:18     |  |
| 9.    | «El viejo San Juan»                         | María del Mar Rodríguez Carnero | 3:30     |  |
| 10.   | «Lo bueno y lo malo» (con Estrella Morente) | Ray Heredia | 4:39     |  |
| 11.   | «Respira» (con Enrique Morente)             | María del Mar Rodríguez Carnero | 3:18     |  |
| 45:36 |                                             | |          |  |

Este CD también incluye un DVD que contiene el documental "Desde dentro", filmado en Marrakech.